# 礼拝所及び墳墓に関する罪
礼拝所及び墳墓に関する罪（れいはいじょおよびふんぼにかんするつみ）は、刑法第24章「礼拝所及び墳墓に関する罪」に規定された犯罪類型の総称。

## 概説
礼拝所及び墳墓に関する罪の保護法益は「国民の宗教的敬虔感情」あるいは「宗教的自由の保護」である。
礼拝所不敬罪（刑法188条第1項）と説教等妨害罪（刑法188条第2項）は宗教に関する法益そのものを保護するのに対し、墳墓発掘罪（刑法189条）と死体損壊等罪（刑法190条）は祭祀礼拝の対象となる死者に対する敬虔感情を保護法益とする。
なお、変死者密葬罪（刑法192条）は人の死因を明らかにするという司法的・行政的国家作用を保護法益とするもので本章の他の罪とは性質が異なる。
なお、本罪は国民の信教の自由を守るためのものであり、当然ながら全ての宗教が対象となっている。そのため、本罪は政教分離原則には反していないとされている。

## 礼拝所不敬罪
本罪の行為は公然と不敬な行為をすることである。例えば、午前2時頃に墓碑を押し倒す行為にも公然性は認められ本罪は成立する（判例）。

## 墳墓発掘罪
本罪の客体は「墳墓」であるが、現に祭祀礼拝の対象となっているものでなければならず、既にその対象となっていない古墳は本罪の「墳墓」にあたらない（判例）。

## 死体損壊等罪
なお、死体・遺骨・遺髪・棺内収納物の領得により本罪が成立する場合の財産罪の成立について、所有者の支配力が弱まっており窃盗罪（刑法235条）などよりも相対的に法定刑を軽く定めている意味がなくなってしまうとして財産罪は別個には成立しないとする説と、遺族の所有権や占有を保護しない理由はないとして財産罪が別個に成立するとする説がある。

## 墳墓発掘死体損壊等罪
墳墓発掘罪（第189条）と死体損壊等罪（第190条）との結合犯である。

## 変死者密葬罪
検視とは司法検視（刑事訴訟法229条）および行政検視（昭和33年国家公安委員会規則3号）をいう。